# Anisomeridium quadricoccum
Anisomeridium quadricoccum är en lavart som beskrevs av R. C. Harris. Anisomeridium quadricoccum ingår i släktet Anisomeridium och familjen Monoblastiaceae.   Inga underarter finns listade i Catalogue of Life.